# Don't Back Down
Don't Back Down è il quinto album in studio della band pop punk The Queers, pubblicato nel 1996 dalla Lookout! Records.
La traccia che dà il titolo all'album è una cover di una canzone dei Beach Boys contenuta nell'album All Summer Long del 1964.

## Tracce
1. No Tit
2. Punk Rock Girls
3. I'm OK, You're Fucked
4. Number One
5. Don't Back Down
6. I Only Drink Bud
7. I Always Knew
8. Born To Do Dishes
9. Janelle, Janelle
10. Brush Your Teeth
11. Sidewalk Surfin' Girl
12. Another Girl
13. Love Love Love
14. I Can't Get Over You

## Formazione
- Joe King - chitarra, voce
- B-Face - basso, voce
- Hugh O'Neill - batteria
- J.J. Rassler - chitarra, voce